# Richard Calderón
Richard Calderón (n. Lago Agrio, Ecuador; 25 de junio de 1993) es un futbolista ecuatoriano. Juega de centrocampista y su equipo actual es Deportivo Cuenca de la Serie A de Ecuador.

## Trayectoria

### Caribe Junior
Se inició en el año 2005 en el Club Deportivo Caribe Junior de su natal Sucumbíos donde además integró la selección de Sucumbíos.

### Liga Deportiva Universitaria
En 2008 es fichado por Liga Deportiva Universitaria para integrar sus inferiores, ya en 2009 Jorge Fossati quien era en ese entonces entrenador de Liga Deportiva Universitaria lo promueve al equipo de primera donde no tuvo minutos por lo que en 2012 decide no continuar en el cuadro albo y busca nuevos rumbos.

### Espoli
A mediados de 2012 ficha por Espoli para jugar por la Serie B donde actuó nueve encuentros y no marca ningún gol. 

### Liga de Cuenca
En 2013 ficha por Deportivo Quito donde Rubén Darío Insúa no lo toma en cuenta por lo que decide buscar nuevo equipo a mediados de año, fichando Liga de Cuenca donde actúa en 8 partidos marcando 4 goles, pero Liga de Cuenca no clasificó a la zonal por lo que se queda sin equipo.

### Deportivo Quito
En 2015 luego de estar sin equipo año y medio se le da la oportunidad de entrenarse en la reserva de Deportivo Quito para no perder su estado físico, el entonces entrenador de Deportivo Quito, Tabaré Silva decide ir a probar a la reserva del cuadro chulla, llamando la atención del entrenador uruguayo por lo que al hacer las pruebas el profesor Tabaré Silva lo vio 5 minutos y le dijo que venga al día siguiente para integrar el primer equipo. En ese mismo año Calderón se convirtió en uno de los mejores jugadores donde que pese a que su equipo descendió en esa temporada captó la atención de los grandes del fútbol ecuatoriano.

### Barcelona
Luego de rechazar la propuesta del Emelec para que integre su equipo para la temporada 2016, el mismo jugador confirma el 1 de enero que jugara por su rival de barrio, el Barcelona Sporting Club, donde el mismo club lo confirma días después como su nuevo jugador por 3 temporadas. Su debut fue ante River Ecuador donde fue la figura del partido.

### Universidad Católica
Para la temporada 2018 llega por año sin opción de compra a Universidad Católica en busca de más minutos.

### Regreso a Barcelona
Para la temporada 2019 regresa a Barcelona Sporting Club ya que se finalizó su préstamo con Universidad Católica.

### Delfín
En el año 2020 se suma a las filas del Delfín de Manta.

### América de Quito
LLega al América de Quito para disputar el torneo de Serie B.

### Macará
Para la temporada 2021 ficha por el Club Deportivo Macará de la ciudad de Ambato.

### Orense
En 2022 llega a Orense Sporting Club.

## Estadísticas

### Clubes
Actualizado al último partido jugado el 9 de mayo de 2025.
| Club                         | País          | Año           | Partidos | Goles |
| ---------------------------- | ------------- | ------------- | -------- | ----- |
| Liga Deportiva Universitaria | Ecuador       | 2011          | 7        | 1     |
| Espoli                       | Ecuador       | 2012          | 9        | 0     |
| Liga de Cuenca               | Ecuador       | 2013          | 8        | 4     |
| Deportivo Quito              | Ecuador       | 2015          | 39       | 5     |
| Barcelona S. C.              | Ecuador       | 2016-2017     | 45       | 0     |
| Universidad Católica         | Ecuador       | 2018          | 35       | 2     |
| Barcelona S. C.              | Ecuador       | 2019          | 13       | 1     |
| Delfín S. C.                 | Ecuador       | 2020          | 10       | 1     |
| América de Quito             | Ecuador       | 2020          | 7        | 0     |
| Macará                       | Ecuador       | 2021          | 25       | 2     |
| Orense                       | Ecuador       | 2022-2024     | 72       | 7     |
| Deportivo Cuenca             | Ecuador       | 2025-act.     | 7        | 0     |
| Total carrera                | Total carrera | Total carrera | 277      | 23    |

### Participaciones internacionales
| Torneo                 | Club                         | Resultado    |
| ---------------------- | ---------------------------- | ------------ |
| Copa Sudamericana 2011 | Liga Deportiva Universitaria | Subcampeón   |
| Copa Sudamericana 2016 | Barcelona S. C.              | Primera fase |
| Copa Libertadores 2017 | Barcelona S. C.              | Semifinales  |

## Palmarés

### Campeonatos nacionales
| Título  | Club            | País    | Año  |
| ------- | --------------- | ------- | ---- |
| Serie A | Barcelona S. C. | Ecuador | 2016 |

### Distinciones individuales
| Distinción                                                              | Año  |
| ----------------------------------------------------------------------- | ---- |
| Equipo Ideal de la Primera Etapa del Campeonato Ecuatoriano por Ecuagol | 2018 |